# Ian Ashley
Ian Hugh Gordon Ashley (Wuppertal, Renania del Norte-Westfalia, Alemania Occidental; 26 de octubre de 1947), es un piloto de automovilismo británico. Compitió en Fórmula 1 un pequeño número de carreras para los equipos Token, Chequered Flag, Williams, BRM y Hesketh.
Ashley empezó a competir en 1966 cuando tomó un curso en la Escuela de Carreras Jim Russell. Fue rápido pero errático, y pronto ganó el apodo de «Crashley». Llegó a la Fórmula 5000 en 1972 y fue piloto principal en 1973. Hizo su debut en Fórmula 1 en 1974 y brevemente condujo para el equipo de Frank Williams Racing Cars al año siguiente. Su suerte empeoró a mediados de los setenta en la Fórmula 1. Se convertiría en víctima de dos desagradables accidentes en circuitos que ya no eran utilizados por la Fórmula 1 poco después de sus dos accidentes. Durante 1975, en el Gran Premio de Alemania en Nürburgring donde durante los entrenamientos, se estrelló severamente en la sección difícil de Pflanzgarten donde rompió sus dos tobillos, y durante la práctica para el Gran Premio de Canadá en Mosport Park en 1977, se fue a un bache, volteando su Hesketh, luego saltó la barrera y chocó contra una torre de televisión. Nunca volvió a competir en Fórmula 1.
En 1985 hizo su debut en CART World Series en el Gran Premio de Miami. Fue registrado en las 500 Millas de Indianápolis en 1986 pero el coche no apareció en pista. Sin embargo, hizo tres carreras en 1986 y terminó noveno en el Mid-Ohio Sports Car Course, suficiente para el puesto 28 en el campeonato. No terminó en sus otras dos carreras de 1986. También hizo una sola aparición en la Indy Lights en Pocono Raceway y terminó sexto. Hizo una aparición más en CART en 1987, y otra vez en Miami donde tuvo que retirarse por problemas mecánicos.
Tras varios años fuera de las pistas, compitió en el Campeonato Británico de Turismos en 1993.

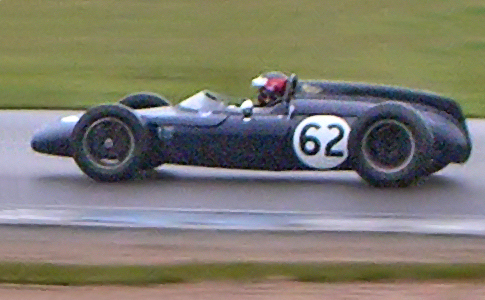
Ian Ashley en un antiguo LDS-Alfa Romeo, en el año 2008.

## Resultados

### Fórmula 1
(Clave) (negrita indica pole position) (cursiva indica vuelta rápida)

| Año     | Escudería                  | 1       | 2       | 3   | 4   | 5   | 6   | 7   | 8   | 9   | 10      | 11      | 12      | 13      | 14      | 15      | 16      | 17  | Pos. | Puntos |
| ------- | -------------------------- | ------- | ------- | --- | --- | --- | --- | --- | --- | --- | ------- | ------- | ------- | ------- | ------- | ------- | ------- | --- | ---- | ------ |
| 1974    | Token Racing               | ARG     | BRA     | RSA | ESP | BEL | MON | SWE | NED | FRA | GBR     | GER 14  | AUT NC  |         |         |         |         |     | NC   | 0      |
| 1974    | Chequered Flag             |         |         |     |     |     |     |     |     |     |         |         |         | ITA DNP | CAN DNQ | USA DNQ |         |     | NC   | 0      |
| 1975    | Frank Williams Racing Cars | ARG     | BRA     | RSA | ESP | MON | BEL | SWE | NED | FRA | GBR DNP | GER DNS | AUT     | ITA     | USA     |         |         |     | NC   | 0      |
| 1976    | Stanley BRM                | BRA Ret | RSA DNP | USW | ESP | BEL | MON | SWE | FRA | GBR | GER     | AUT     | NED     | ITA     | CAN     | USA     | JPN     |     | NC   | 0      |
| 1977    | Hesketh Racing             | ARG     | BRA     | RSA | USW | ESP | MON | BEL | SWE | FRA | GBR     | GER     | AUT DNQ | NED DNQ | ITA DNQ | USA 17  | CAN DNS | JPN | NC   | 0      |
| Fuente: |                            |         |         |     |     |     |     |     |     |     |         |         |         |         |         |         |         |     |      |        |